# 브라끌

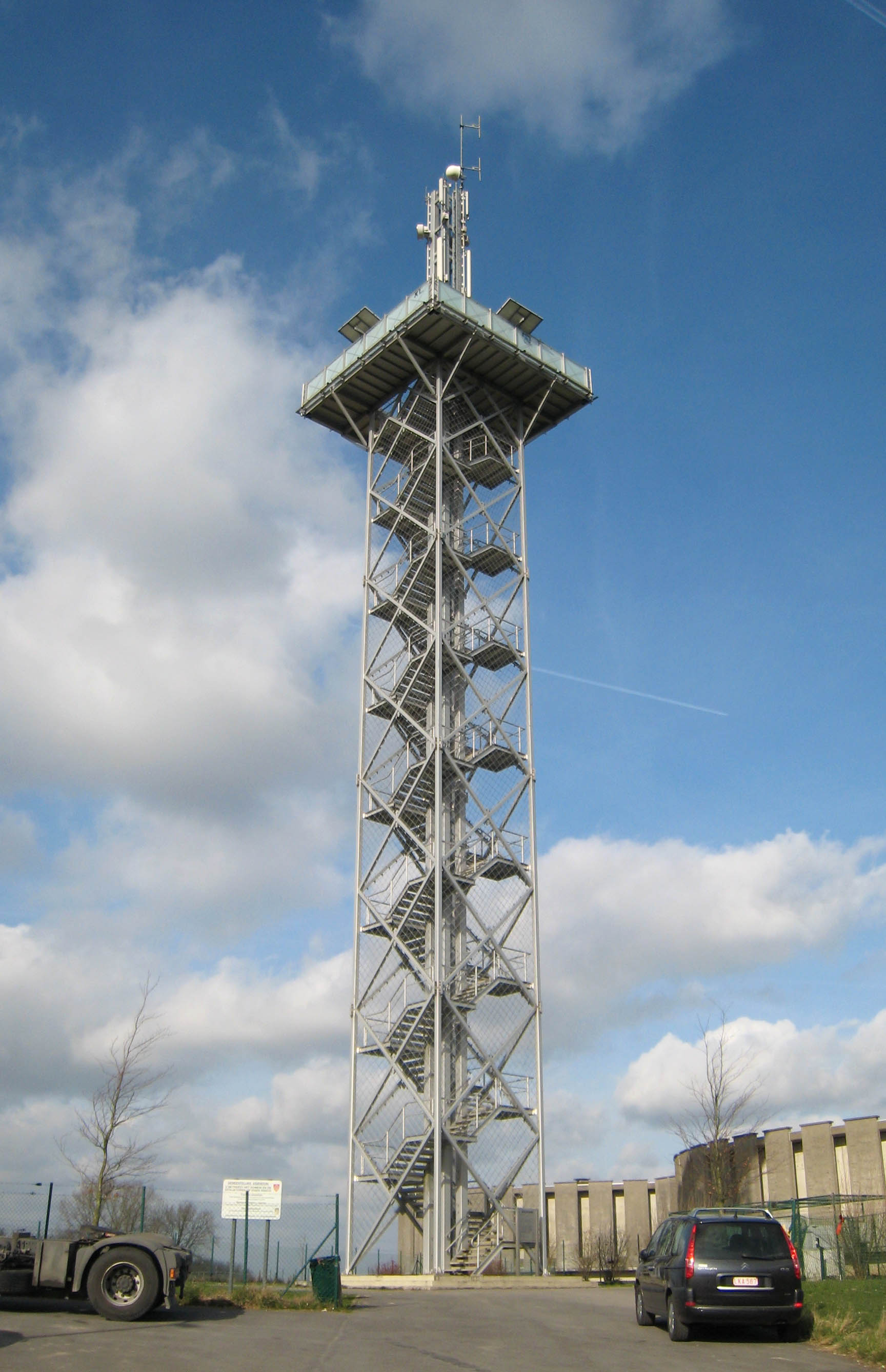
휘트킥크토렌

브라끌 (Brakel)은 벨기에의 덴더스트리크와 프레미쉬 알덴네스 지역에 속한 오스트플란데런주이다. 2006년 인구는 13726명이다. 면적은  56.46 km2이다.  
- Herman De Croo, 정치인, 벨기에 대표의 전 회장
- 사이클리스트 Robbie McEwen 은 투르 드 프랑스에서 12 단계 우승
- 사이클 선수 피터 반 페테 em (Peter van Petegem), 파리-루 바이스 와 플랑드르 투어 우승